# Safia Mohammed
Safia Mohammed, née le 26 juillet 1962 à Mombasa, est une joueuse kényane de basket-ball. 

## Biographie
Elle fait partie de l'équipe du Kenya de basket-ball féminin, avec laquelle elle participe au Championnat du monde 1994.